# Hintersteinau
Hintersteinau ist ein Stadtteil von Steinau an der Straße im osthessischen Main-Kinzig-Kreis.

## Geografie
Hintersteinau liegt auf einer Höhe von 368 m über NN im Norden des Main-Kinzig-Kreises an den Ausläufern des Vogelsberges etwa 15 km nördlich des Ortszentrums von Steinau an der Straße und 8,5 km nordwestlich von Schlüchtern. Durch den Ort verläuft die Landesstraße 3292.
Hintersteinau grenzt im Nordosten an die Orte Kauppen und Magdlos, im Osten an den Ort Stork, im Südosten an den Ort Wallroth, im Süden an den Ort Kressenbach, im Südwesten an die Orte Uerzell und Neustall, im Westen an die Orte Holzmühl und Freiensteinau und im Nordwesten an den Ort Reinhards.
Siedlungsplätze innerhalb der Gemarkung sind:
- Bethemühle
- Christmühle
- Haigmühle
- Marxmühle
- Schlagmühle
- Schlagmühle Kempel
- Schrumpfmühle

## Geschichte
Historische Namensformen
In erhaltenen Urkunden wurde Hintersteinau unter den folgenden Namen erwähnt (in Klammern das Jahr der Erwähnung): Steinaha (780-817), Wilnrode (1339), Steinaha (um 950), vicus Steinnahoa (1118), Stenaha pagus (1144), Hungerensteyna (1284), Hungersteyna (1299), Hingerstenaw (1535) und Hindersteina (1545).

### Mittelalter

Die Evangelische Kirche in Hintersteinau

Die älteste erhaltene Erwähnung von Hintersteinau stammt aus der Zeit von 780 bis 817. Das Kirchenpatronat lag beim Kloster Schlüchtern, mit dem ältesten erhaltenen Nachweis von 1167. Zunächst im Besitz derer von Grumbach erbten das Dorf 1243 die Herren von Trimberg als Teil des Gerichts Schlüchtern (später: Amt Schlüchtern), einem Lehen des Bischofs von Würzburg. 1377 erhielten es die Herren von Hanau (ab 1429: Grafschaft Hanau) im Tausch gegen die Burg Bütthard. Bei der Hanauer Landesteilung von 1456 kam Hintersteinau zur Grafschaft Hanau-Münzenberg.

### Frühe Neuzeit
Die Grafschaft Hanau-Münzenberg schloss sich in der Reformation zunächst der lutherischen Konfession an, ab 1597 war sie reformiert. Die Eigenschaft als Würzburger Lehen führte deshalb zu Spannungen zwischen der evangelischen Grafschaft Hanau-Münzenberg und dem weiter römisch-katholischen Bistum Würzburg. Ein langjähriger Prozess vor dem Reichskammergericht dauerte von 1571 bis 1624 und endete mit einem Restitutionsmandat über das Amt Schlüchtern zugunsten Würzburgs. 1628–1631 war es deshalb von Würzburg besetzt, im Zuge des Dreißigjährigen Krieges 1631 bis 1637 wieder von Hanau und ab 1637 erneut von Würzburg. 1656 kam es zu einem Vergleich zwischen Hanau und Würzburg, wobei Hanau das Amt Schlüchtern – und damit auch Hohenzell – erhielt und dem Bistum dafür Orb überließ.
Mit dem Tod des letzten Hanauer Grafen, Johann Reinhard III., fiel Hintersteinau 1736 mit der ganzen Grafschaft Hanau-Münzenberg an die Landgrafschaft Hessen-Kassel, aus der 1803 das Kurfürstentum Hessen wurde.
Ab 1699 gibt es eine Aufzeichnung über die örtliche Schule. Das erste Schulgebäude entstand 1785.

### Neuzeit
Während der napoleonischen Zeit stand Hintersteinau ab 1806 unter französischer Militärverwaltung, gehörte 1807–1810 zum Fürstentum Hanau und dann von 1810 bis 1813 zum Großherzogtum Frankfurt, Departement Hanau. Anschließend fiel es wieder an das Kurfürstentum Hessen zurück. Nach der Verwaltungsreform des Kurfürstentums Hessen von 1821, im Rahmen derer Kurhessen in vier Provinzen und 22 Kreise eingeteilt wurde, gehörte Hintersteinau zum Landkreis Schlüchtern. 1866 wurde das Kurfürstentum nach dem Preußisch-Österreichischen Krieg von Preußen annektiert und ist nach dem Zweiten Weltkrieg Bestandteil des Bundeslandes Hessen geworden.
Hessische Gebietsreform (1970–1977)
Zum 1. Juli 1974 wurde die bis dahin selbständige Gemeinde Hintersteinau im Zuge der Gebietsreform in Hessen kraft Landesgesetz in die Stadt Steinau, heute „Steinau an der Straße“, eingemeindet. Zeitgleich wurde der Landkreis Schlüchtern aufgelöst und Hintersteinau liegt seitdem mit der Stadt Steinau im neu geschaffenen Main-Kinzig-Kreis.
Für den Stadtteil Hintersteinau wurde, wie für die anderen Stadtteile von Steinau, ein Ortsbezirk mit Ortsbeirat und Ortsvorsteher nach der Hessischen Gemeindeordnung eingerichtet.

### Verwaltungsgeschichte im Überblick
Die folgende Liste zeigt die Staaten und Verwaltungseinheiten, denen Hintersteinau angehört(e):
- vor 1458: Heiliges Römisches Reich, Grafschaft Hanau
- ab 1458: Heiliges Römisches Reich, Grafschaft Hanau-Münzenberg, Amt Schlüchtern
- ab 1642: Heiliges Römisches Reich, Grafschaft Hanau-Lichtenberg, Amt Schlüchtern
- ab 1736: Heiliges Römisches Reich, Landgrafschaft Hessen-Kassel, Amt Schlüchtern
- ab 1803: Heiliges Römisches Reich, Landgrafschaft Hessen-Kassel, Fürstentum Hanau,[Anm. 2] Amt Schlüchtern
- 1806–1810: Kaiserreich Frankreich,[Anm. 3] Fürstentum Hanau, Amt Schlüchtern (Militärverwaltung)
- 1810–1813: Großherzogtum Frankfurt, Departement Hanau, Distrikt Steinau
- ab 1816: Kurfürstentum Hessen,[Anm. 4] Fürstentum Hanau, Amt Schlüchtern[9]
- ab 1821/22: Kurfürstentum Hessen, Provinz Hanau, Kreis Schlüchtern[10][Anm. 5]
- ab 1848: Kurfürstentum Hessen, Bezirk Hanau
- ab 1851: Kurfürstentum Hessen, Provinz Hanau, Kreis Schlüchtern
- ab 1867: Königreich Preußen,[Anm. 6] Provinz Hessen-Nassau, Regierungsbezirk Kassel, Kreis Schlüchtern
- ab 1871: Deutsches Reich, Königreich Preußen, Provinz Hessen-Nassau, Regierungsbezirk Kassel, Kreis Schlüchtern
- ab 1918: Deutsches Reich, Freistaat Preußen, Provinz Hessen-Nassau, Regierungsbezirk Kassel, Kreis Schlüchtern
- ab 1944: Deutsches Reich, Freistaat Preußen, Provinz Nassau, Landkreis Schlüchtern
- ab 1945: Deutsches Reich, Amerikanische Besatzungszone,[Anm. 7] Groß-Hessen, Regierungsbezirk Wiesbaden, Landkreis Schlüchtern
- ab 1946: Deutsches Reich, Amerikanische Besatzungszone, Hessen, Regierungsbezirk Wiesbaden, Landkreis Schlüchtern
- ab 1949: Bundesrepublik Deutschland, Hessen, Regierungsbezirk Wiesbaden, Landkreis Schlüchtern
- ab 1968: Bundesrepublik Deutschland, Hessen, Regierungsbezirk Darmstadt, Landkreis Schlüchtern
- ab 1974: Bundesrepublik Deutschland, Hessen, Regierungsbezirk Darmstadt, Main-Kinzig-Kreis, Stadt Steinau
- ab 1978: Bundesrepublik Deutschland, Hessen, Regierungsbezirk Darmstadt,  Main-Kinzig-Kreis, Stadt nach „Steinau an der Straße“ umbenannt

## Bevölkerung

### Einwohnerstruktur 2011
Nach den Erhebungen des Zensus 2011 lebten am Stichtag dem 9. Mai 2011 in Hintersteinau 738 Einwohner. Darunter waren 9 (1,2 %) Ausländer.
Nach dem Lebensalter waren 132 Einwohner unter 18 Jahren, 297 waren zwischen 18 und 49, 168 zwischen 50 und 64 und 148 Einwohner waren älter.
Die Einwohner lebten in 285 Haushalten. Davon waren 60 Singlehaushalte, 84 Paare ohne Kinder und 108 Paare mit Kindern, sowie 27 Alleinerziehende und 3 Wohngemeinschaften. In 48 Haushalten lebten ausschließlich Senioren und in 183 Haushaltungen leben keine Senioren.

### Einwohnerentwicklung
| Quelle: Historisches Ortslexikon |                                                              |
| • 1538:                          | 045 Steuernde                                                |
| • 1633:                          | 072 Haushaltungen und 3 Gefreite                             |
| • 1753:                          | 111 Haushaltungen, darunter 503 Personen (inklusive 3 Juden) |
| • 1812:                          | 111 Feuerstellen, 887 Seelen                                 |

| Hintersteinau: Einwohnerzahlen von 1812 bis 2022 | Hintersteinau: Einwohnerzahlen von 1812 bis 2022 | Hintersteinau: Einwohnerzahlen von 1812 bis 2022 | Hintersteinau: Einwohnerzahlen von 1812 bis 2022 | Hintersteinau: Einwohnerzahlen von 1812 bis 2022 |
| --- | ------------------------------------------------ | ------------------------------------------------ | ------------------------------------------------ | ------------------------------------------------ |
| Jahr |                                                  |                                                  |                                                  | Einwohner                                        |
| 1812 | 1812                                             |                                                  | 887                                              | 887                                              |
| 1834 | 1834                                             |                                                  | 864                                              | 864                                              |
| 1840 | 1840                                             |                                                  | 884                                              | 884                                              |
| 1846 | 1846                                             |                                                  | 945                                              | 945                                              |
| 1852 | 1852                                             |                                                  | 896                                              | 896                                              |
| 1858 | 1858                                             |                                                  | 822                                              | 822                                              |
| 1864 | 1864                                             |                                                  | 740                                              | 740                                              |
| 1871 | 1871                                             |                                                  | 757                                              | 757                                              |
| 1875 | 1875                                             |                                                  | 778                                              | 778                                              |
| 1885 | 1885                                             |                                                  | 731                                              | 731                                              |
| 1895 | 1895                                             |                                                  | 746                                              | 746                                              |
| 1905 | 1905                                             |                                                  | 692                                              | 692                                              |
| 1910 | 1910                                             |                                                  | 764                                              | 764                                              |
| 1925 | 1925                                             |                                                  | 728                                              | 728                                              |
| 1939 | 1939                                             |                                                  | 693                                              | 693                                              |
| 1946 | 1946                                             |                                                  | 963                                              | 963                                              |
| 1950 | 1950                                             |                                                  | 924                                              | 924                                              |
| 1956 | 1956                                             |                                                  | 775                                              | 775                                              |
| 1961 | 1961                                             |                                                  | 739                                              | 739                                              |
| 1967 | 1967                                             |                                                  | 736                                              | 736                                              |
| 1970 | 1970                                             |                                                  | 730                                              | 730                                              |
| 1980 | 1980                                             |                                                  | ?                                                | ?                                                |
| 1990 | 1990                                             |                                                  | ?                                                | ?                                                |
| 2000 | 2000                                             |                                                  | ?                                                | ?                                                |
| 2008 | 2008                                             |                                                  | 781                                              | 781                                              |
| 2011 | 2011                                             |                                                  | 738                                              | 738                                              |
| 2015 | 2015                                             |                                                  | 728                                              | 728                                              |
| 2022 | 2022                                             |                                                  | 724                                              | 724                                              |
| Datenquelle: Historisches Gemeindeverzeichnis für Hessen: Die Bevölkerung der Gemeinden 1834 bis 1967. Wiesbaden: Hessisches Statistisches Landesamt, 1968. Weitere Quellen: LAGIS; Stadt Steinau; Zensus 2011 |                                                  |                                                  |                                                  |                                                  |

### Historische Religionszugehörigkeit
| • 1885: | 648 evangelische (= 97,15 %), 2 katholische (= 0,30 %), 17 jüdische (= 2,55 %) Einwohner |
| • 1961: | 665 evangelische (= 89,99 %), 64 katholische (= 8,66 %) Einwohner                        |

## Politik
Für Hintersteinau besteht ein Ortsbezirk (Gebiete der ehemaligen Gemeinde Hintersteinau) mit Ortsbeirat und Ortsvorsteher nach der Hessischen Gemeindeordnung.
Der Ortsbeirat besteht aus fünf Mitgliedern. Bei den Kommunalwahlen in Hessen 2021 betrug die Wahlbeteiligung zum Ortsbeirat 49.67 %. Alle Kandidaten gehören der „Gemeinsamen Liste für Hintersteinau“ an. Der Ortsbeirat wählte Holger Frischkorn zum Ortsvorsteher.
Es besteht eine Städtepartnerschaft mit Naszály (Ungarn) seit dem 1. Juni 2002.

## Wirtschaft und Infrastruktur
Der Ort ist heute noch stark landwirtschaftlich geprägt. Daneben befindet sich auf der Gemarkung ein Windpark mit 8 Mühlen des Typs VESTAS V126-3.45 MW (Nabenhöhe: 149 Meter, Rotordurchmesser: 126 Meter).

### Bildung
In Hintersteinau befindet sich die kleinste Zwergschule des Main-Kinzig-Kreises. Die Schule wird von 12 Schülern besucht; alle vier Jahrgangsstufen werden in einer Klasse unterrichtet.
Daneben befindet sich in Hintersteinau auch ein Kindergarten in Trägerschaft der evangelischen Kirche, in dem 30 Kinder betreut werden.

### Verkehr
Durch Hintersteinau verläuft die Landesstraße 3292 von Schlüchtern nach Freiensteinau. Eingeschränkt befahrbare Kreisstraßen verbinden den Ort mit Uerzell sowie Höf und Haid (Gemeinde Flieden).

## Sonstiges
- Geburtsort der Gebrüder Julius (geb. 22. März 1886) und Abe Stern (geb. 8. März 1888), als Schwäger von Carl Laemmle Mit-Gründer der Universal Studios[16][17][18].